# فايز المالكي
فايز المالكي (12 سبتمبر 1969 -)، ممثل ومقدم برامج سعودي، اشتهر بشخصية «مناحي» التي تمتاز بالشعبية والروح الكوميدية، وقد شغل منصب سفير النوايا الحسنة لتقديمه الكثير من المساعدات التي اشتهر بها للآخرين، وهو من أكثر الشخصيات تأثيراً في العالم العربي لعام 2009.

## حياته
ولد في محافظة الطائف في مركز حداد بني مالك، وهو شقيق الداعية علي المالكي، أرسله الأمير بدر بن عبد المحسن لجمعية الثقافة والفنون، بدأ التمثيل عام 1985 في المسرح حيث عمل تلك الفترة بالعديد من الأعمال المسرحية، بينما بدايته الفعلية بشخصية كوميدية اشتهرت في ذلك الوقت باسم «أبو رنة». توالت المشاركات في العديد من المسلسلات، وشارك في بعض حلقات مسلسل طاش ما طاش في المواسم: الأول والثالث والسادس انطلق إلى أدوار البطولة من خلال شخصية «مناحي» التي اشتهر بها وقدمها في العديد من مسلسلاته، ثم قدمها بفيلم مناحي مع الفنانة السورية منى واصف، كما قدم عدداً من البرامج التلفزيونية.

### مناصبه
انضم إلى منظمة اليونيسيف سفيراً للنوايا الحسنة في الخليج في 31 أغسطس 2009، وفي عام 2012 قدم استقالته كون المنظمة لا تدعم قضية أطفال سوريا.

## أعماله

### المسلسلات والبرامج الكوميدية
| سنة الإنتاج | المسلسل                                                                  | بمشاركة |
| ----------- | ------------------------------------------------------------------------ | --- |
|             | طاش ما طاش أكثر من جزء                                                   | ناصر القصبي، عبد الله السدحان |
| 1994        | خيوط القربي                                                              | محمد العيسى. محمد الحجي، سلطان الرفاعي، مها عز الدين |
| 1995 - 2002 | خلك معي                                                                  | محمد العلي،علي إبراهيم، ناصر القصبي، عبد الله السدحان محمد الكنهل، عبد الله المزيني، صالح الزير، محمد الشهري، عبد العزيز الفريحي، خالد الرفاعي، سعد الصالح                                                                                                   |
| 1997        | عذاريب                                                                   | بكر الشدي، عبد العزيز الحماد ، يوسف الجراح، بشير الغنيم، عبد الله العسيري ، مرزوق الغامدي، عبد العزيز السكيرين |
| 1997        | الوهم                                                                    | محمد العلي، يوسف الجراح، زينب العسكري |
| 1998        | عائلة أبو رويشد                                                          | إبراهيم الصلال، خالد سامي، يوسف الجراح، لطيفة المجرن ، محمد العيسى ، فاطمه عبد الرحيم ، شيماء سبت ، فضيلة المبشر |

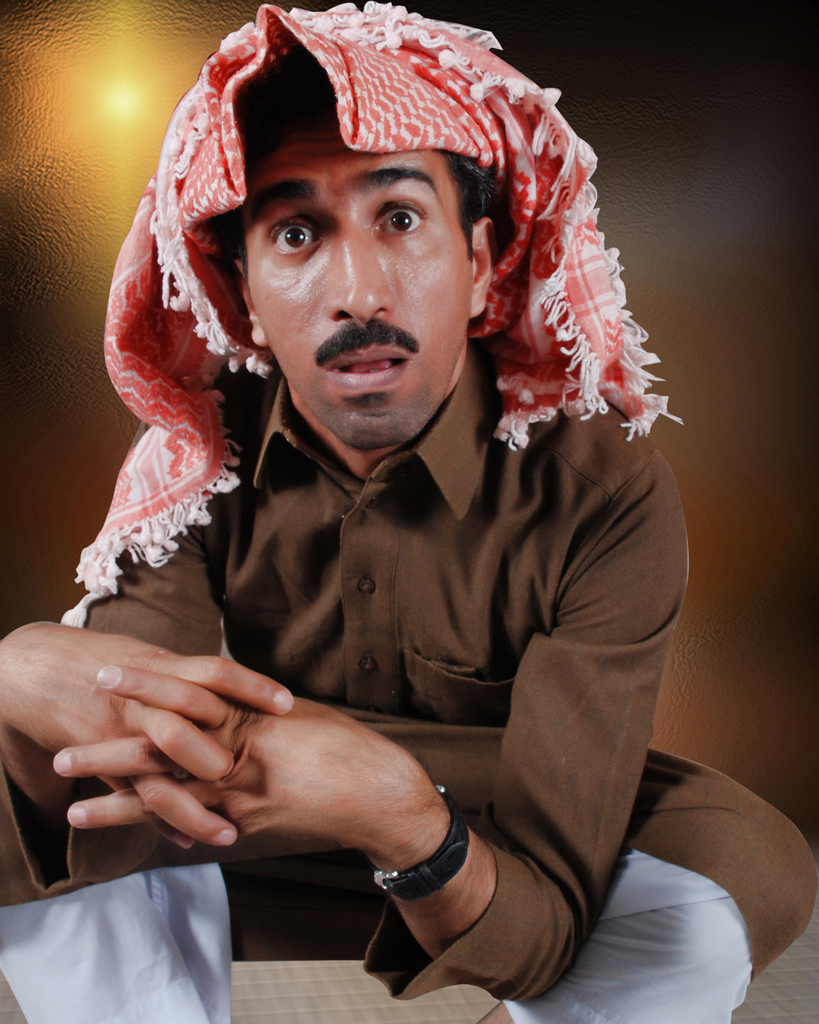
فايز المالكي في مسلسل «رابح والدكتورة»

| 1999        | العولمة                                                                  | بكر الشدي، حياة الفهد، محمد المنصور ، علي الغرير محمد العيسى ، أميرة محمد ، فاطمه الحوسني في الشرقاوي |
| 2000        | الديرة نت                                                                | خالد سامي، لطيفة المجرن، عبد المحسن النمر، فاطمة الحوسني ، عبد الناصر درويش ، لطيفة المجرن ، شمعة محمد ، أميرة محمد ، ميساء مغربي |
| 2001        | عد واغلط                                                                 | حياة الفهد، إبراهيم الصلال، بكر الشدي، زينب العسكري، عبد المحسن النمر ، محمد العيسى ، منى شداد ، محمد الحجي |
| 2002        | العود                                                                    | عبد الرحمن الخطيب، ليلى السلمان، إبراهيم الحساوي |
| 2002        | نورة                                                                     | هيفاء عادل، عبد العزيز جاسم، علي بحر ، زينب العسكري ، منى شداد ، إبراهيم الحساوي جعفر الغريب ، إبراهيم السويلم ، عبد العزيز الفريحي، منى عبد المجيد ، شيماء سبت ، ميساء مغربي                                                                                |
| 2002        | شوية ملح                                                                 | طارق العلي، عبد المحسن النمر، سمير الناصر، أميرة محمد . ناصر القصبي ، عبد الله السدحان ، عبد العزيز الجاسم ، راشد الشمراني ، فهد الحيان |
| 2002        | المتقاعد                                                                 | عبد الرحمن الخريجي ، لطيفة المجرن ، أميرة محمد ، عبد العزيز الفريحي ، إبراهيم السويلم ، مصطفى بخش ، حمد المزيني |
| 2003        | صور مرفوضة                                                               | سعد خضر |
| 2003        | وفاء                                                                     | هيفاء عادل، أسمهان توفيق، إبراهيم الحربي، منى شداد ، علي بحر , أسامة المزيعل |
| 2003        | درب المحبة                                                               | عبد العزيز جاسم، من سوريا مرح جبر، لطيفة المجرن، منى شداد، ليلى السلمان ، إبراهيم الحساوي ، فاطمة الحوسني إبراهيم السويلم ، جعفر الغريب ، فهد القصبي |
| 2004        | خارطة أم راكان                                                           | أسمهان توفيق، زينب العسكري، عبير أحمد، من الأردن عبير عيسى، ميس حمدان ، حسن عسيري ، عبد الرحمن العقل ، عبد العزيز الفريحي ، جعفر الغريب ، عمر الديني |
| 2004        | سي بي إم - برنامج كوميدي                                                 | شكران مرتجى، ميس حمدان |
| 2005        | أخواني أخواتي                                                            | محمد العيسى، فخرية خميس ، زهور حسين ، عوض عبد الله ، عبد الرحمن الخريجي |
| 2005        | الغروب الأخير                                                            | لطيفة المجرن، أسمهان توفيق، حسن عسيري، منى شداد، سعاد علي، لمياء طارق ، زينب العسكري ، عمر الديني ، أحمد العليان ، إيمان القصيبي |
| 2006        | يوميات مناحي - رسوم متحركة                                               | شكران مرتجى |
| 2006        | أبو شلاخ البرمائي                                                        | حسن عسيري، زهرة عرفات، حسن البلام، لطيفة المجرن ، أسعد الزهراني |
| 2007        | بيني وبينك (ثلاث أجزاء)، الجزء الثاني عام 2008 والثالث 2009              | راشد الشمراني، حسن عسيري عمر الديني ، عوض عبد الله ، خطر ، ريم عبد الله ، عبد العزيز السكيرين ، أسعد الزهراني ، أيمن المديفر |
| 2008        | رابح والدكتورة                                                           | ريماس منصور |
| 2010        | أحلام رابح                                                               | فخرية خميس، لمياء طارق، ابتسام العطاوي ، عبد العزيز الفريحي ، سعد المدهش ، مشعل المطيري ، عوض عبد الله |
| 2010        | سكتم بكتم (أربع أجزاء)، الجزء الثاني عام 2011، والثالث 2012 والرابع 2013 | علي المدفع، فخرية خميس، سعاد علي، شكران مرتجى، أميرة محمد ، شيماء سبت ، أغادير السعيد ، عبد العزيز الفريحي ، عوض عبد الله ، محمد خير الجراح ، دانا جبر ، عبد الله المزيني ، حمد المزيني ، محمد الكنهل ، محمد الغايب ، زارا البلوشي                           |
| 2012        | شباب البومب                                                              | شعيفان محمد، فيصل العيسى، فيصل العمري ، سامي حازم ، سلمان المقيطيب |
| 2014        | خميس بن جمعة                                                             | محمد المنصور، فخرية خميس، سعاد علي ، عوض عبد الله ، عبد الله عسيري ، راشد الشمراني ، أغادير السعيد ، عبد العزيز السكيرين ، سامي حازم ، طلال فلاته |
| 2018        | شير شات                                                                  | حسن عسيري، راشد الشمراني، نايف خلف، إسراء عبدالعزيز، عبد العزيز السكيرين، محسن الشهري ، هند محمد ميسون الرويلي ، عوض عبدالله ، فيصل العمري ريم عبد الله ، مرزوق الغامدي ، أحمد العليان                                                                       |
| 2019        | سريع سريع                                                                | حسن عسيري، راشد الشمراني، عوض عبدالله، الهام علي، خالد صقر (ممثل)، سارة اليافعي، فيصل العمري، شعيفان محمد، عبد العزيز الفريحي |
| 2021        | ممنوع التجول                                                             | ناصر القصبي ، راشد الشمراني ، حبيب الحبيب ، عبد الإله السناني ، إلهام علي ، أسيل عمران ، خالد الفراج ، علي الحميدي ، شيماء سبت ، ماجد مطرب فواز ، سامي حازم ، هبة الحسين , سناء بكر يونس ، هند محمد ، فاطمة الحوسني ، خالد صقر ، علي الشهابي ، عادل الزهراني |

### المسرحيات
| سنة الإنتاج | المسرحية        | بمشاركة |
| ----------- | --------------- | --- |
| 2001        | الضربة القاضية  | محمد العلي ، بكر الشدي ، ناصر القصبي ، عبد الله السدحان ، راشد الشمراني ، عبد العزيز الفريحي ، حبيب الحبيب |
| 2003        | وادي الاشرار    | عبد العزيز الفريحي                                                                                         |
| 2006        | أغسل يدك        | عبد العزيز السكيرين ، عبد العزيز الفريحي                                                                   |
| 2007        | مناحي والملايين | عبد المحسن النمر، سعيد صالح                                                                                |
| 2008        | رابح الخسران    | دريعان الدريعان                                                                                            |
| 2014        | الرحلة          | نايف فايز . محمد علي                                                                                       |
| 2019        | وش أخبارك       | حمد المزيني ، خالد صقر ، الهام علي                                                                         |

### السينما
| سنة الإنتاج | الفيلم | بمشاركة                                          |
| ----------- | ------ | ------------------------------------------------ |
| 2005        | حنين   | حمد المزيني، إبراهيم المزيرعي                    |
| 2008        | مناحي  | منى واصف، عبد الإمام عبد الله                    |
| 2021        | مش أنا | تامر حسني ، حلا شيحة ، ماجد الكداوني ، إياد نصار |

### البرامج
| سنة الإنتاج | البرنامج       | ملاحظات                                                                                                  |
| ----------- | -------------- | --- |
|             | شخصيات وأرقام  | |
|             | مواقف وطرائف   | |
| 2012        | الليلة مع فايز | |
| 2015        | ألو فايز       | |
| 2016        | في بيتنا ضيف   | |
| 2022م       | إنسان          | يعرض الأعمال الإنسانية التي يقدمها مركز الملك سلمان للإغاثة، وعرض على شاشة القناة السعودية في شهر رمضان. |
| 2023        | أمنية          | عرض على قناة السعودية في شهر رمضان.                                                                      |

## التكريمات
- 2009: كرم بمناسبة اختياره من بين الأكثر تأثيراً في العالم العربي.[4]
- 2017: وزير الثقافة والإعلام يكرم الفائزين بجائزة «الاعلام الجديد» وفاز بالشخصيات الأكثر تأثيراً فايز المالكي[5]

## روابط خارجية
- فايز المالكي على موقع IMDb (الإنجليزية)
- فايز المالكي على موقع قاعدة بيانات الأفلام العربية
- فايز المالكي على موقع قاعدة بيانات الفيلم (الإنجليزية)